# Liste der Monuments historiques in Abbans-Dessous
Die Liste der Monuments historiques in Abbans-Dessous führt die Monuments historiques in der französischen Gemeinde Abbans-Dessous auf.

## Liste der Immobilien
| Bezeichnung       | Beschreibung                      | Standort                  | Kennzeichnung | Schutzstatus | Datum | Bild           |
| ----------------- | --------------------------------- | ------------------------- | ------------- | ------------ | ----- | -------------- |
| Priorat Lieu-Dieu | Kapelle, 11. oder 12. Jahrhundert | nördlich des Ortes (Lage) | PA00101434    | Inscrit      | 1942  | weitere Bilder |

## Liste der Objekte
| Bezeichnung                 | Beschreibung           | Standort                                     | Kennzeichnung | Schutzstatus | Datum | Bild |
| --------------------------- | ---------------------- | -------------------------------------------- | ------------- | ------------ | ----- | ---- |
| Grabstein für Jean d’Abbans | Stein, bezeichnet 1377 | in der Kirche Assomption-de-la-Vierge (Lage) | PM25000001    | Classé       | 1910  |      |